# Седре

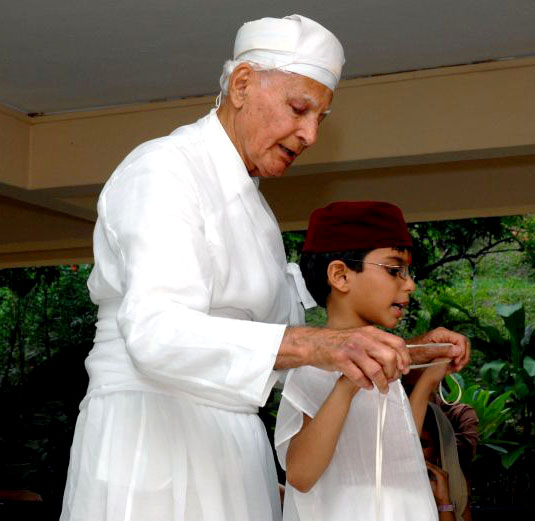
Традиционная рубашка зороастрийцев

Седре́ (перс. سدره‎) — традиционная белая нательная рубашка зороастрийцев (как мужчин, так и женщин), изготавливаемая из одного целого отреза тонкой хлопковой ткани. Седре имеет широкий ворот и минимальные рукава. Всего на ней насчитывается 9 швов, число которых имеет символическое значение. Поверх седре на талии зороастрийцы повязывают главный символ принадлежности к своей религии — шерстяной пояс-кошти.

## Название
В среднеперсидских текстах нижняя рубашка, поверх которой повязывается кусти (кошти), называется šabīg букв. «ночная» (то есть, одежда, оставшись в которой, спят) или просто wastarag «одежда». В книге «Дадестан-и Дениг» седре называется «одеждой Вохумана» (Благого Помысла) вслед за авестийским названием wastra- wohu- manah-, отождествляющим Вохумана с белой одеждой.
Бытующее ныне название рубашки «седре» не имеет ясной этимологии. Анкетиль-Дюперрон выводил его из авест. stəhrpaēsah-  — эпитета, следующего за словом, обозначающим пояс-кошти, который он переводил как «полезная одежда» (реальное значение слова «украшенный звёздами»). Данное толкование он воспринял от дастуров Сурата, где изучал Авесту. Дастур Эдваджи Санджана приводил похожее объяснение, толкуя слово «седре» как сложение sūd + rah (سود + ره), то есть «польза, благо» + «путь», что было воспринято и Вестом. Дармштетер полагал, что слово sedre представляет собой рефлекс пехл. wastrag «одежда» с выпадением начального слога wa-. Канга полагал, что перс. سدره‎ происходит от араб. صدرة‎ «то, что покрывает и защищает тело» (также «талия»).

## Структура
Седре изготавливается из белой хлопковой ткани или тонкого материала типа батиста. В среднеперсидских источниках упоминаются другие допустимые материалы для «одежды для повязывания»: шерсть, кожа, простой шёлк, при этом ткань из дорогих шёлковых материалов (парча, атлас) признаётся не пригодной для седре. Кошти должен повязываться поверх рубашки, непосредственно прилегающей к телу.
Рубашка сшивается обязательно только из одного куска ткани и поэтому не имеет швов на плечах. Ворот рубашки широкий и спускается треугольником до середины груди. Традиционная длина седре — до колен, однако в последнее время среди гебров распространены более короткие рубашки. В книге Нирангистан говорится, что подол рубашки должен быть настолько высок, чтобы не мешать стоящему человеку работать.
Девять обязательных швов седре составляют:
- Герду/Гирдо (перс. گردو‎) — шов позади ворота в форме пятиугольника.
- Герибан (перс. گریبان‎) «ворот» или Кисе-йе Керфе (перс. کیسۀ کرفه‎) «карман благодеяний» — маленький кармашек в основании ворота в середине груди. Расположенный вблизи сердце, герибан символизирует копилку совести, в которую зороастриец складывает свои благие мысли, благие слова и благие дела.
- 2 шва на рукавах
- 2 шва по бокам
- 2 шва (спереди и сзади) на подоле, отделяющие нижнюю часть
- Тири (перс. تیری‎) — прямой шов, идущий снизу вверх до груди сбоку (для мужчин слева, для женщин справа)

## Символическое значение
В представлении зороастрийцев седре является облачением Благого Помысла, одеждой чистоты и воздержанности и приравнивается к доспехам, охраняющими человека от Ахримана.
Девять швов рубашки традиция соотносит с девятью составляющими человеческого существа, упоминаемых в Ясне 55:1:
1. гаэта — земное существование, жизнь
2. тану — тело
3. аст (аздебиш) — кости
4. уштана — дыхание
5. керпа — облик
6. теви — сила
7. баода — сознание
8. урван — душа
9. фраваши — предсуществующий дух-хранитель.

Белый цвет седре символизирует внутреннюю и внешнюю чистоту и является символом зороастризма (Яшт 10:126).